# 1244
| 1244               |
| ------------------ |
| Dødsfald - Fødsler |
|                    |

| Gregoriansk kalender | 1244 MCCXLIV            |
| Ab urbe condita      | 1997                    |
| Armensk kalender     | 693 ԹՎ ՈՂԳ              |
| Kinesiske kalender   | 3940 – 3941 癸卯 – 甲辰 |
| Etiopisk kalender    | 1236 – 1237             |
| Jødisk kalender      | 5004 – 5005             |
| Hindukalendere       |                         |
| - Vikram Samvat      | 1299 – 1300             |
| - Shaka Samvat       | 1166 – 1167             |
| - Kali Yuga          | 4345 – 4346             |
| Iransk kalender      | 622 – 623               |
| Islamisk kalender    | 641 – 642               |

Konge i Danmark: Erik Plovpenning, med 1232 og ene 1241-1250
Se også 1244 (tal)

## Begivenheder
- Araberne fremstiller krudt

## Dødsfald
- Lægen Henrik Harpestreng